# 锡韦拉
锡韦拉（西班牙語：Cihuela）是西班牙卡斯蒂利亚-莱昂索里亚省的一个市镇。总面积34平方公里，总人口90人（2001年），人口密度3人/平方公里。